# كويزي زانجي
كويزي زانجي (الاسم العلمي: Cantharellus zangii) هو نوع من الفطريات يتبع جنس الكويزي من فصيلة الكويزية.